# Gile Bae
Gile Bae (1994) is een Nederlandse pianiste. Als vijfjarige maakte ze haar debuut als soliste: tijdens een concert met een orkest in Zuid-Korea voerde ze werk uit van componist Joseph Haydn.

## Biografie
In 1994 werd Gile Bae geboren in Capelle aan den IJssel, in Zuid-Holland en maakte op 5-jarige leeftijd haar debuut in Zuid-Korea als soliste in het Pianoconcert in C majeur van Haydn. Op 6-jarige leeftijd trad ze toe tot het Koninklijke Conservatorium in Den Haag, onder begeleiding van Marlies van Gent, en speelde ze met verschillende orkesten in Engeland, Oostenrijk, Duitsland, Nederland, Zwitserland, Spanje, Portugal, België en Italië. Ze studeerde onder leiding van M. Franco Scala aan de Accademia Pianistica Internazionale “Incontri Col Maestro” in Imola, waar ze in 2017 afstudeerde.
In 2000 won ze de eerste prijs bij het Internationale Steinway & Sons Pianoconcours in Nederland, het EPTA International Pianoconcours in België en het Maria Campina Internationale Pianoconcours in Portugal. Ze won ook de eerste prijzen bij de Princess Christina Competitie en de Stichting Jong Muziektalent Competitie in Nederland. Op 15-jarige leeftijd won ze de eerste prijs in de hogere categorie van het Internationale Steinway & Sons Pianoconcours en werd ze geselecteerd om Nederland te vertegenwoordigen op het Internationale Steinway & Sons Festival, waar ze een concert gaf in de Laeiszhalle in Hamburg.
Ze heeft opgetreden voor het Nederlandse Koninklijk Huis en in 2013 gaf ze een concert aan de Alma Mater Studiorum in Bologna voor Aung San Suu Kyi, de winnares van de Nobelprijs voor de Vrede, tijdens de uitreiking van een eredoctoraat. In 2014, ter gelegenheid van het 25-jarig jubileum van de Accademia Pianistica Internazionale "Incontri col Maestro" in Imola, voerde ze het Pianoconcert in D majeur van Haydn uit onder leiding van Vladimir Ashkenazy. In 2015 nam ze deel aan het MITO Festival met een recital gewijd aan Johannes Brahms en nam ze deel aan verschillende edities van het "La Milanesiana" festival van Elisabetta Sgarbi, met concerten gewijd aan de relatie tussen muziek, literatuur en beeldende kunst.
In 2017 nam ze de Goldbergvariaties van Bach op (opnieuw opgenomen in 2019 voor het Foné-label) na ze in verschillende zalen te hebben uitgevoerd, waaronder het Teatro Olimpico in Vicenza. Ze gaf een recital in de Sala Verdi van het Conservatorium van Milaan ter gelegenheid van de presentatie van het seizoen 2018 van de Società dei Concerti, waarbij ze de Aria variata 'alla maniera Italiana' BWV 989 van J.S. Bach, de "Eroica" variaties van Beethoven en de Variaties op een thema van Händel van Brahms uitvoerde.
Tijdens 2018 werd ze benoemd tot "Bösendorfer Artist" in Wenen. Ze speelde het Eerste Pianoconcert van Chopin in de versie voor piano en strijkkwintet, begeleid door de eerste stoelen van het Teatro alla Scala, in de Mediobanca-zaal in Milaan en, in aanwezigheid van de president van de Republiek, in het Mediterranean Conference Centre op Malta.
Op uitnodiging van Sir András Schiff speelde ze op het Klavier Festival Ruhr en nam ze deel aan het project "Building Bridges" tijdens het seizoen 2020/2021 in verschillende Europese zalen, waaronder De Singel in Antwerpen, Beethoven-Haus in Bonn en Konzerthaus in Berlijn.
In 2021, ter gelegenheid van de opening van het Teatro Coccia in Novara, voerde ze het Vijfde Pianoconcert "Egyptisch" van Saint-Saëns uit met het Nationaal Symfonieorkest van de RAI. In oktober 2022 trad ze opnieuw op met het orkest van de RAI, onder leiding van Fabio Luisi, waarbij ze het Eerste Pianoconcert van Beethoven uitvoerde binnen het kader van "Ferrara Musica". Vervolgens herinterpreteerde ze hetzelfde concert in het Royal Opera House in Muscat op 31 december 2022, begeleid door het Armenian State Symphony Orchestra onder leiding van Jan Latham-Koenig. 

## Onderscheidingen
In 2009 won Gile Bae de tweede prijs in het Prinses Christina Concours.
In 2010 was ze eerste in de nationale finale van het Steinway Pianoconcours te Amsterdam. Hierdoor mocht ze Nederland vertegenwoordigen op het Internationaal Steinway Festival in Hamburg.